# Fimbristylis gabonica
Fimbristylis gabonica är en halvgräsart som beskrevs av Henri Chermezon. Fimbristylis gabonica ingår i släktet Fimbristylis och familjen halvgräs. Inga underarter finns listade i Catalogue of Life.